# ويلهلم كرامر
ويلهلم كرامر (بالألمانية: Wilhelm Cramer)‏ هو موزع وعازف كمان ألماني، ولد في 1746 في مانهايم في ألمانيا، وتوفي في 5 أكتوبر 1799 في لندن في المملكة المتحدة.

## وصلات خارجية
- ويلهلم كرامر على موقع ميوزك برينز (الإنجليزية)
- ويلهلم كرامر على موقع ديسكوغز (الإنجليزية)